# Kjell Nilsson (företagsledare)
Kjell Nilsson, född 1948, är en svensk företagsledare som var verkställande direktör (vd) för Trelleborg AB 1990-1999.
Nilsson studerade vid Handelshögskolan i Göteborg och gjorde inledningsvis karriär inom gruvföretaget Boliden AB. Nilsson efterträdde 1990 Rune Andersson som vd för Trelleborg i samband med att Andersson blev styrelseordförande. 1999 fick Nilsson lämna vd-posten efter att han hamnat i konflikt med Andersson, då båda försökte köpa investmentbolaget Bure. I samband med detta framkom också att Nilsson använt Trelleborgs flygplan privat och låtit företaget finansiera jaktresor, vilket löstes genom att Nilsson betalade tillbaka ett belopp till Trelleborg. Nilsson efterträddes som vd av Fredrik Arp.
Nilsson var 2007-2008 arbetande styrelseordförande för Semcon och var därefter vd för Semcon 2008-2012, varefter han återgick till att vara styrelseordförande 2012-2016. Han lämnade styrelseuppdraget efter att det visat sig att han förekom i Panamadokumenten.
Nilsson har också varit verksam som styrelseledamot i flera bolag, bland annat i Boliden (från 2001), Bure Equity och Lindab (ordförande 2012-2016).